# Pahin
Pahin är en ort i Burkina Faso.   Den ligger i regionen Boucle du Mouhoun, i den sydvästra delen av landet, 200 km väster om huvudstaden Ouagadougou. Pahin ligger 271 meter över havet och antalet invånare är 1 414.
Terrängen runt Pahin är platt. Närmaste större samhälle är Wahabou, 15,2 km öster om Pahin. 
Omgivningarna runt Pahin är en mosaik av jordbruksmark och naturlig växtlighet. Runt Pahin är det ganska tätbefolkat, med 52 invånare per kvadratkilometer.